# Las Parras de Martín
Las Parras de Martín es una localidad perteneciente al municipio de Utrillas, en la provincia de Teruel, comunidad autónoma de Aragón, España. En 2024 contaba con 19 habitantes.

## Geografía
Las Parras de Martín se sitúa en la confluencia del barranco de la Covachuela con el río de las Parras. El río resultante forma el río Martín tras recoger el agua de los barrancos de la sierra de la Costera.

## Geografía humana

### Demografía
| Gráfica de evolución demográfica de Las Parras de Martín entre 1842 y 1960 |
| |
| Población de derecho según los censos de población del INE Población de hecho según los censos de población del INEEntre el censo de 1970 y el anterior, este municipio desaparece porque se integra en el municipio 44238 (Utrillas) |